# یواس‌اس گلاستر (۱۸۹۱)
یواس‌اس گلاستر (۱۸۹۱) (به انگلیسی: USS Gloucester (1891)) یک کشتی بود که طول آن ۲۴۰ فوت ۸ اینچ (۷۳٫۳۶ متر) بود. این کشتی در سال ۱۸۹۱ ساخته شد.